# Servant Air
Servant Air ist eine amerikanische Fluggesellschaft mit Sitz in Kodiak. Sie wurde 2003 gegründet und betreibt in Alaska Linien-, Charter- und Frachtflüge.
Die Gesellschaft stellte ihren Betrieb im Dezember 2019 ein, als das US Department of Transportation das „Interstate certificate“ widerrief. Der Widerruf wurde 2020 rückgängig gemacht und
die Fluggesellschaft sollte 2020 neu starten. Am 30. Mai 2021 wurde das Zertifikat erneut widerrufen.

## Flotte
Die Flotte besteht mit Stand Mai 2021 aus einem Flugzeug:
- 1 Piper PA-32 Cherokee Six

## Ehemalige Flugzeugtypen
- 1 Cessna 185
- 2 Cessna 207

## Zwischenfälle
- Am 15. März 2010 verunglückte eine Britten-Norman BN-2A-21 Islander der Servant Air (Luftfahrzeugkennzeichen N663SA) beim Start vom Flugplatz Kodiak (Alaska, USA). Das Flugzeug startete von der Startbahn 25 in Kodiak zu einem Inlandsflug zum Flugplatz Old Harbor. Sie berührte die Baumkronen hinter dem Ende der Startbahn und kam mit der Nase nach unten in einem Baumbestand zum Stillstand, wobei die Äste das Flugzeug in senkrechter Position stützten. Das Flugzeug wurde irreparabel beschädigt. Alle drei Insassen überlebten den Unfall, wurden jedoch verletzt.[3]